# Frederick Sumner Brackett
Pour les articles homonymes, voir Brackett.
Frederick Sumner Brackett (1er août 1896 à Claremont, Californie - 28 janvier 1988) est un physicien américain spécialiste en spectroscopie.

## Biographie
Après des études au Pomona College, Frederick Sumner Brackett travaille à l'Observatoire du Mont Wilson à partir de 1920 en observant les rayonnements infrarouges du soleil. En 1922, il obtient un doctorat de physique à l'Université Johns-Hopkins.
Cette même année, il détermine le spectre de l'hydrogène en l'étudiant dans un tube à gaz. Ce spectre, connu sous le nom de Série de Brackett, est déterminé par les sauts d'électrons au quatrième niveau.
En 1927, il enseigne la physique à Berkeley. En 1936, il devient directeur de recherches biophysiques au National Institutes of Health (NIH).
Durant la Seconde Guerre mondiale, il dirige le programme de recherche des armées dans le domaine de l'optique. Il est promu au rang de lieutenant-colonel et reçoit la Legion of Merit pour son travail.
Il retourne ensuite au NIH comme chef de la section de photobiologie jusqu'en 1961, date de sa retraite.
Un cratère lunaire porte aujourd'hui son nom.